# 狮

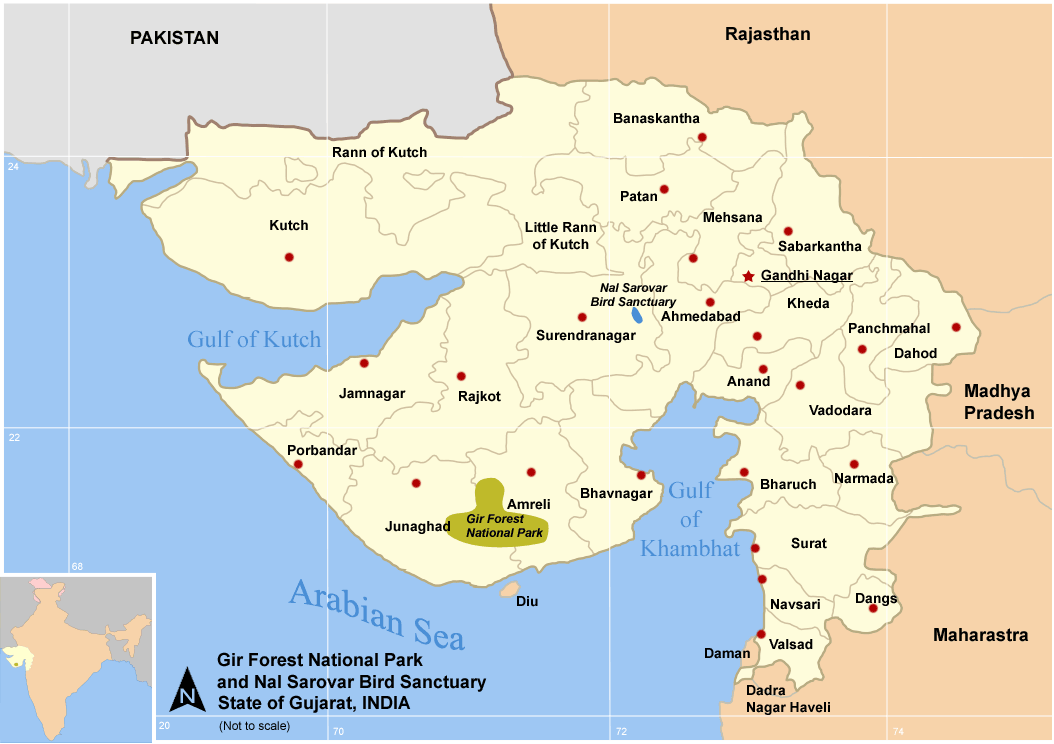
印度古吉拉特邦的吉爾國家公園是野生亞洲獅最後的棲息地

獅在非洲的分佈

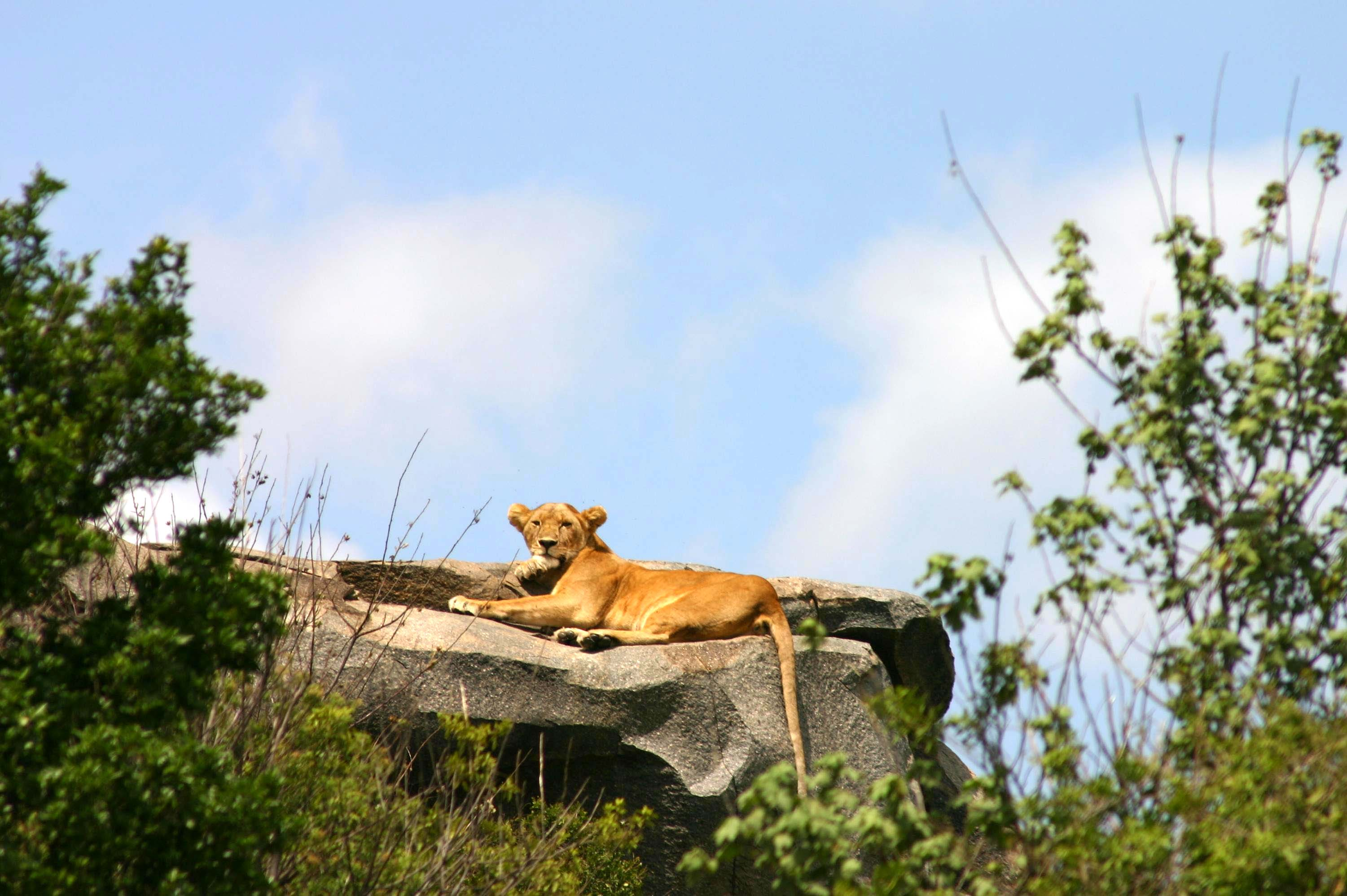
母獅，塞伦盖蒂国家公园，坦桑尼亞

狮，又稱獅子，是产自非洲和亚洲的大型猫科动物，栖息於热带草原、半沙漠地带、较稀疏的旱林与灌木丛等生境。体呈暗黄色，尾端具棕黑色丛毛，成年雄性的脖颈到脸周有黄褐色及黑色长毛环绕，为其显著特征。狮子拥有现存猫科中最大的平均体重和仅次於虎的极限体重，一般野生成年雌獅重110–150千克，雄獅重160–200千克，最大的雄獅可超过270千克，圈养下则能达到300千克以上。
獅是现存唯一以群居为常态的猫科动物，狮群成员通过相互配合进行协作狩猎，主要捕食斑馬、羚羊、水牛、疣豬等大型和中型有蹄動物，獅因此得以位居食物鏈的最顶端，与虎同有“兽王”的美誉。
獅起源於更新世的非洲，在过去兩万年间进入西亚、南亚和巴爾幹半島。由于人类的扩张致其栖息地退化和破碎，加之被欧洲人大量猎杀，獅已在许多地区绝迹，野生种群现仅见於撒哈拉以南非洲和印度西北的吉尔国家公园。尽管习惯上称獅的非洲种群为非洲狮，亚洲种群为亞洲獅，但遗传学研究表明，北非、西非及中非的獅和亚洲狮的關係，比和东非、南非的狮子更为亲近。因此，獅现被分为两个亞種，即分布在亚洲、北非、西非和中非的北方狮（P. l. leo），與分布在东非和南非的南方狮（P. l. melanochaita）。

## 詞源
最早獅子在漢語中被稱為狻猊（ㄙㄨㄢ ㄋㄧˊ，又写作狻麑），乃西域語言直接音譯的詞彙，後來簡化作“師”，最後才演變為“獅”。中國不產獅子，最早進入中國的獅子為產自南亞和西亞的亞洲獅，是东汉时期月氏国送给汉朝政府的礼物，随着佛教在中国的广泛传播而成为古代国人膜拜的一种动物。今天印地語稱之爲सिंह（sinha）、旁遮普語稱之爲ਸ਼ੇਰ（Śēra）、波斯語稱之爲شیر（shir）。

## 形态特征
世界上唯一一种兩性異形的猫科动物，体型大躯体均匀，四肢中长。头大而圆，吻部较短，视、听、嗅觉均很发达。犬齿及裂齿极发达；上裂齿具三齿尖，下裂齿具2齿尖；臼齿较退化，齿冠直径小于外侧门齿高度。皮毛柔软。前足5趾，后足4趾；爪锋利可伸缩。尾较发达。是非洲顶级的食肉动物。野生雄狮体重138-275公斤，全长可达3.2公尺。雌狮体重85-182公斤，全长可达2.7公尺。毛发短，体色有浅灰、黄色或茶色，雄狮还有很长的鬃毛，顏色有淡棕色、深棕色、黑色等等，一直延伸到肩部和胸部，屬於第二性徵；雌獅在特定條件下亦可以長出鬃毛，展露雄獅的特質。
經坦桑尼亞塞伦盖蒂國家公園的獅子的長期研究中發現，雄獅的鬃毛顏色與睪丸激素相關，深黑色的鬃毛對雌獅的吸引力遠高於淡色系的鬃毛。

## 生活環境
過去從歐洲南部、西亞、印度和非洲都有獅。冰河期間一個亞種還在中歐和北美洲生存過，但冰河期後牠們就消失了。按當時學者的報導，到古希臘時期在巴爾幹半島還有獅生存。
今天絕大多數獅生活在非洲撒哈拉沙漠以南，撒哈拉沙漠以北的獅於1940年代滅絕。21世紀時在亞洲的獅子幾乎全部被消滅，只有印度的吉爾森林國家公園還有少數倖存，但在1907年獲得全面保護時，估計僅剩13隻亞洲獅的存活個體。
過去除極地外，獅在所有的生態環境中都有，今天牠們的生存環境大大地縮小了。牠們比較常生活在草原，也在旱林和沙漠中出現。在位于非洲国家纳米比亚北部和安哥拉境内，无比贫瘠的納米比沙漠里，生活着一种自然界最顽强的狮子：沙漠狮。

## 生活方式

### 社會結構
獅子是母系社會，以雌性為主的群體，牠們是獅群的心臟與靈魂，而雄獅則表現出很強的不穩定性。雌性終其一生不會離開獅群，但雄獅可能會因為年齡或是受到外來雄獅挑戰而離開群體，在獅群中，雄獅主要負責巡邏地盤、保衛幼獅等工作，有時也會照顧幼獅，雌獅主要負責獵食，但事實上雌獅不僅獵食，還要負責保衛領地，同時也負責擴張和界定領地。由於雄獅本沒有領地，只有當牠加入獅群之後，才會有屬於自己的領地，而這個領地就是獅群的領地，是由雌獅早就界定好的，領地的入侵者也多為居住在附近，想要擴充自己領地的其他獅群里的雌獅。當一個獅群規模變得太大的時候，雌獅會為其幼崽在周圍努力地「開疆闢土」，然後讓女兒們接掌新的領地，讓牠們開始發展屬於自己的獅群。
雌獅主導著獅群，不僅僅表現在捕食、界定領地等方面，還表現在參與挑選雄獅上面，一般來說，獅群里一隻雌獅的一生會迎來數隻雄獅，這些雄獅雖然大多都是靠戰勝原先獅群中的雄獅進來的，但若雌獅更加青睞某一位雄獅，牠們就會有意讓其留下來，當雌獅們看中某一任雄獅，想讓它繼續留在獅群，如果有其他挑戰者來挑戰的話，雌獅們會幫忙打架。
一個獅群可以由3至50隻獅組成，一般在一個獅群中只有一隻成年的雄獅，而較大的獅群可能有複數的成年雄獅，未成年的雄獅在獅群中，一般在成年時（約三年）就會被驅逐，而雌獅成年後則留在群內。而在肯亞中北部的桑布魯國家保護區，科學家經過長期的觀察發現了數十隻與眾不同的獅子，和生活在馬賽馬拉國家公園、塞伦盖蒂國家公園等地方以獅群為主、過著群居生活的獅子不同，而是像老虎那樣過著獨居生活，雄獅和雌獅只在交配時期才會待在一起，雄獅獨自捕獵，雌獅獨自撫養幼崽。獨居的獅子並不是最近才出現的，早在二十一世紀初期就已經被證實存在了。
年輕的雄獅在被驅離出生的群體，會和大多數貓科動物一樣，過著獨自流浪捕獵的生活，直到向別的獅群的雄獅挑戰；雄獅們也可能會結盟成一群體行動，雄獅群終其一生會遷徙許多次，最後到離出生地非常遠的地方，或直到牠們自己成為一個獅群的一員。一般牠們要到六歲或更老才能達到這個地位。當獅群的雄獅老了或虛弱時，就會有年輕的雄獅向牠挑戰，戰敗的雄獅不是死亡就是逃亡。新加入獅群的雄獅也可能殺死族中原有的幼獅，令母獅進入發情期，與母獅交配後繁衍下一代。
一個獅群的領地面積從20到400平方千米不等。一個領地的大小與獅群的大小和領地內獵物的多少有關。獅群一般用糞便、尿和從遠方就听得見的呼叫聲來標誌牠們的領地。
沙漠狮和生活在草原上的典型狮子不同，身材较瘦，毛发更致密（抵抗夜间沙漠的寒冷）；狮群规模较小，通常不超过十五只；由于猎物稀少，领地范围更大，行进距离更远；为了适应干旱的沙漠生活，牠们能长时间不喝水，而从捕获的猎物中获取身体所需的大部分水分。

### 繁殖
雖然雄獅在一個獅群中佔有保護的位置，但只有在一隻雌獅同意的情況下牠才能與牠交配。假如雌獅願意，牠就趴到地上，讓雄獅跨上。雄獅在族群中的地位，取決於雌獅對雄獅的態度，以及牠會否在下一次角鬥中被驅逐。
雌獅選雄獅主要看一個特徵，雄獅身上的鬃毛。雌獅偏好雄獅擁有醒目的外表，擁有一頭黑色鬃毛的雄獅，更能獲得雌獅的青睞。在某種程度上來說，雄獅長鬃毛，主要是為了吸引雌獅，此舉類似於雄孔雀開屏。
雌獅的懷孕期一般是三個半月，一次生二至四隻幼崽。幼崽能找獅群中任何有奶水的雌獅吸奶而不限生母。幼崽的吸奶期是六個月，此後牠們還跟著母親約兩年。雌獅一般在三年後，雄獅在五年後性成熟。亦曾有研究指，雌獅跟雄獅成功交配出來超過一歲的小獅子在三隻裡只有一隻可以活過20年。一般只有雌獅會活這麼長。因為雄獅在此之前就會被其他年輕雄獅殺死或驅逐，受驅逐的雄獅若無法進駐其他獅群則相當容易餓死，因此雄獅們也有機會結盟成為一群體。一般雄獅的壽命不超過12年，相反一般雌獅的壽命約15-18歲。在動物園中有些獅子活到34歲。

### 食物
一般雌獅獵取食物，雄獅只在牠們年輕時，鬃毛還沒有完全成熟時狩獵，牠們深色的鬃毛使牠們比較容易被看見，因此不太容易獲得成功。然而借助新的科技，近來的研究發現，成年雄獅偏好在夜間或是在樹叢濃密的地方獨自伏擊捕食獵物。這些有別於雌獅在白天群體捕獵的行為在過去難以被傳統的野外研究方式觀察到。如果要捕捉體型更大的獵物時，雄獅也會和雌獅一起參與獵殺。雄獅通常肩負保護獅群的角色，相當於獅群的守衛。雄獅會與其他獵食者對抗，如豹、斑鬣狗甚至尼羅鱷，同時獅子也可以獵殺牠們，以維護獅群在食物鏈中的地位。在非洲博茨瓦納的杜巴平原（Duba Plains），有隻鱷魚想偷襲小獅子不成，反被獅群們咬死並吃掉，整個驚險過程被一名心臟科醫生湯尼（Tony Goldman）拍攝下來。
由於獅子沒有長途追擊的耐力。一般牠們潛伏靠近獵物，然後跳起將獵物撲倒。所以一般採取伏擊的方式捕獲獵物，攻擊中的瞬間速度可達到時速60-80公里。小的獵物一般被咬斷頭頸，大的獵物的頭頸被撕破或被壓抑窒息。會集體合作捕獵，對追不上的獵物如高角羚、汤氏瞪羚，會驅趕至埋伏處然後突襲；對付長頸鹿這種巨大的獵物會耗盡其體力再撲倒，往往耗時數小時；對水牛或牛羚等大型獵物都是從後方抓住腿而撲倒並咬住其喉嚨使其窒息。由於成群狩獵，因此可以捕食所有在非洲的任何大、中、小型動物。
獵物中包括羚羊、小羚羊、扭角林羚、狷羚、南非劍羚、伊蘭羚羊、牛羚、斑馬、非洲水牛、長頸鹿、尼羅鱷、大象幼獸、河馬幼獸、犀牛幼獸，也包括狒狒、兔、鳥、疣豬、非洲冕豪豬，有時甚至魚和蛇，或是襲擊牧民飼養的家畜，也有过多只狮子联手捕捉落单成年大象的记录。偶爾也會攻擊土豚、貓鼬、蜜獾、鹫等動物。
納米比沙漠的沙漠狮主要猎物是羚羊、鸵鸟，有时也会捕杀长颈鹿，有时还会来到沙漠西部边缘的“骷髅海岸”捕杀海豹。而納米比沙漠的西边就是大西洋，但是海洋却没有给沙漠带来丰沛的降水，反而使纳米布沙漠中的沙子越来越多，这也是由于独特的气候和地理条件造成的。
獅子有時也腐食。牠們會搶奪其牠食肉動物如豹（會爬樹搶奪食物）、獵豹或鱷魚的獵物，有時也從鬣狗口中搶奪食物。

## 威脅

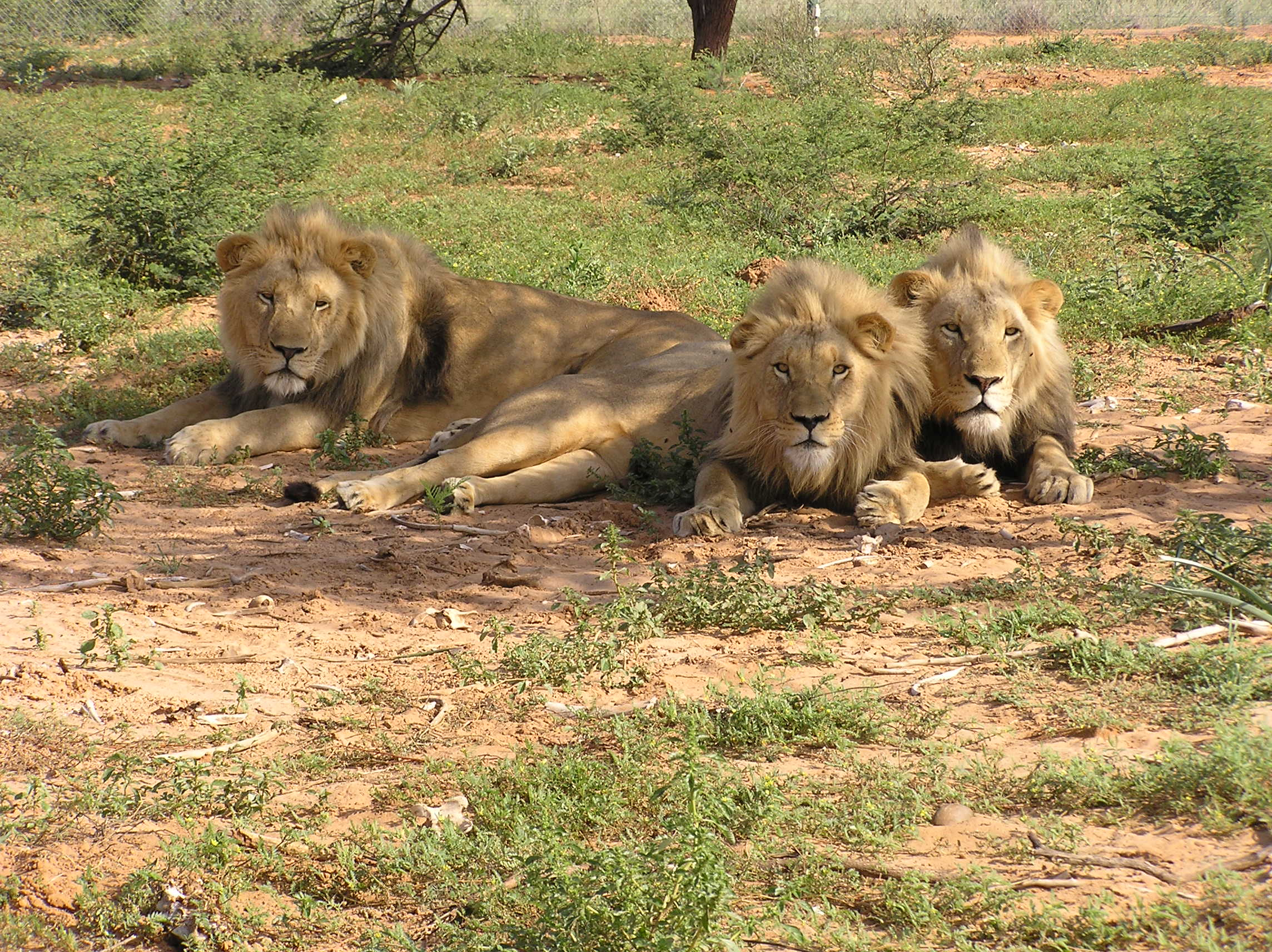
雄獅大部分的時間都用於休息和巡邏

如同非洲的其他大動物，對獅子來說最大的危機是人的獵捕。在所有獅子活動的地區，在過去一些年中對牠們的獵捕減少到了可以容忍的地步。
疾病是另一個大的威脅。1995年在南非的克魯格國家公園首次發現對獅子致命的肺結核。在這個公園的南部90%的獅子已被感染，而這個疾病還在向北部擴展。獅子的病是從牠們的主要獵物之一，野牛身上感染來的，而野牛是在與家牛接觸後感染的。野牛的感染率達70%。這種病在獅子身上主要發在消化系統。獅子得病後體力衰弱，變瘦，一般在數年內死亡。
除了結核病外還有另一種病威脅獅子的生存。也許牠們是使得獅子感染結核病的原因。約60%到70%的獅子帶有一種被稱為FIV（Feline Immunodeficiency Virus，貓免疫缺陷病毒）的病毒。這種病毒與人類免疫缺陷病毒相近，牠損害獅子的免疫能力。

## 亞種

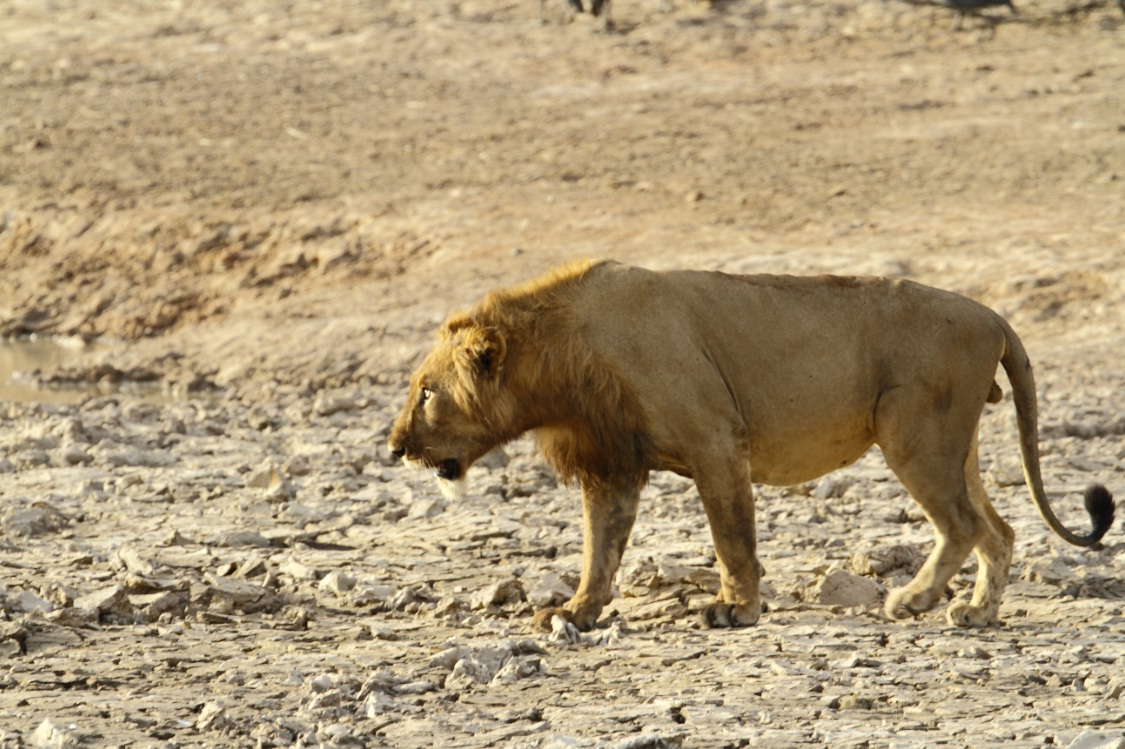
西非獅
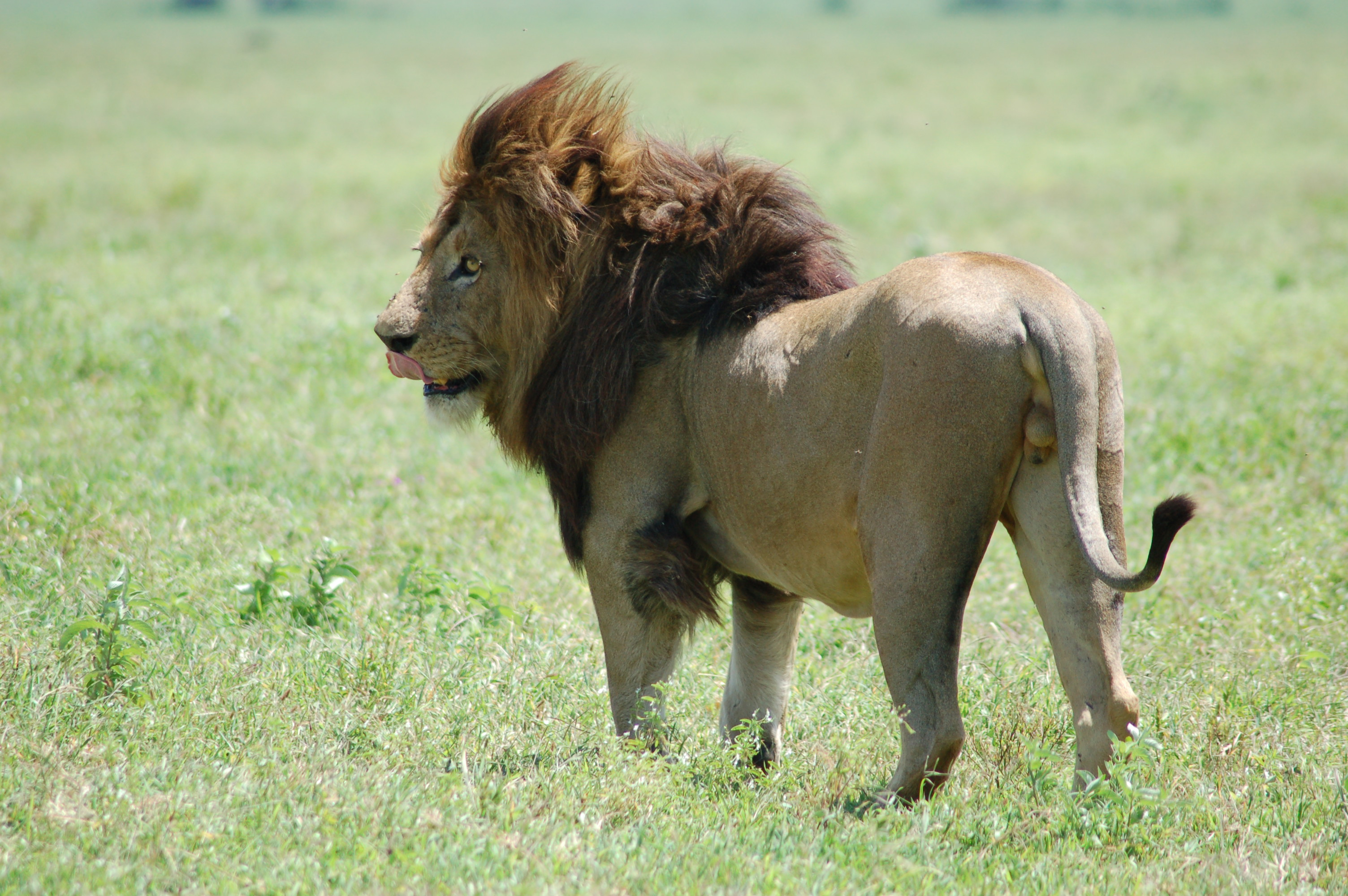
東非獅
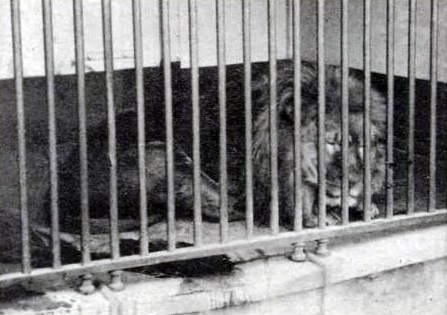
開普獅
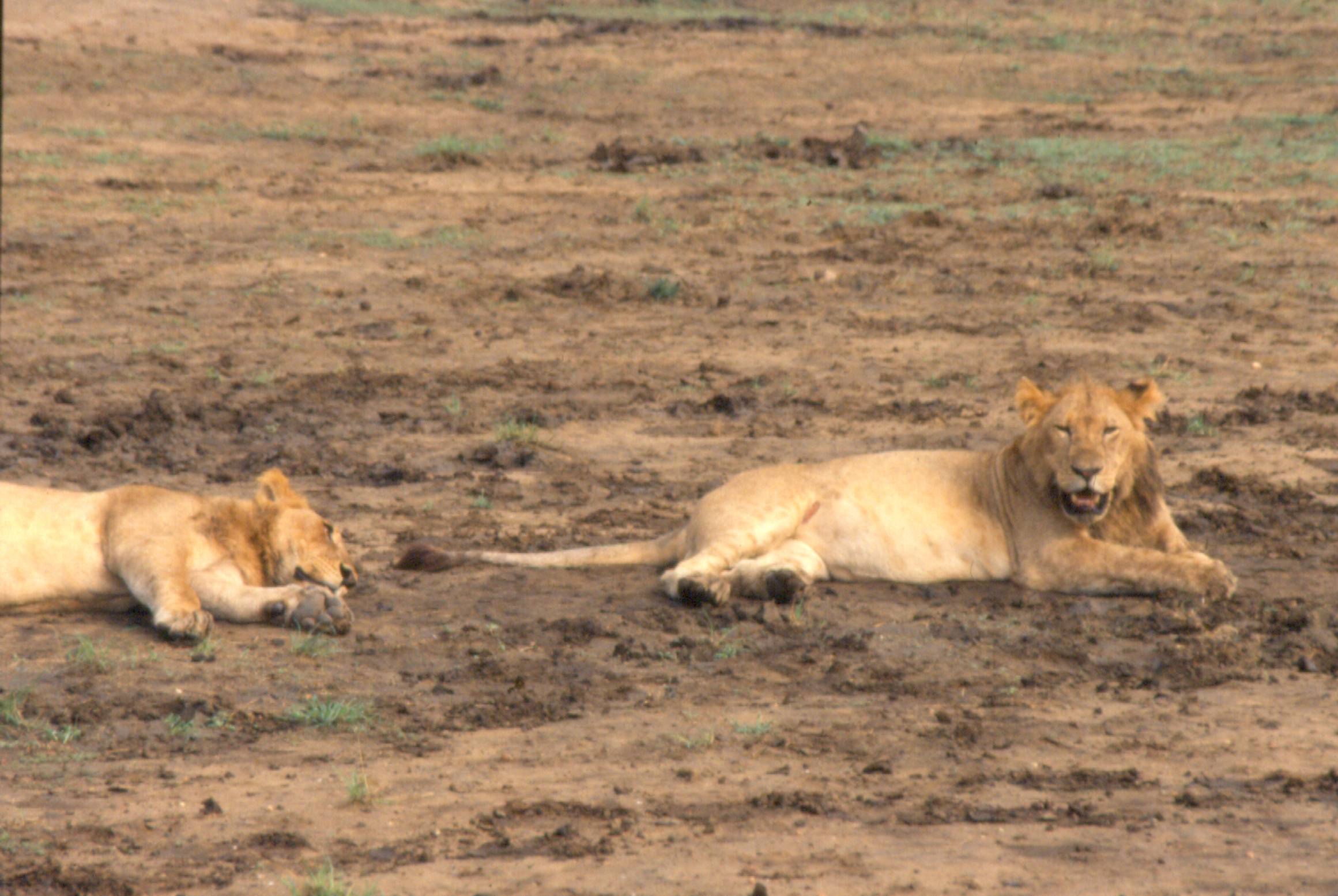
東北剛果獅
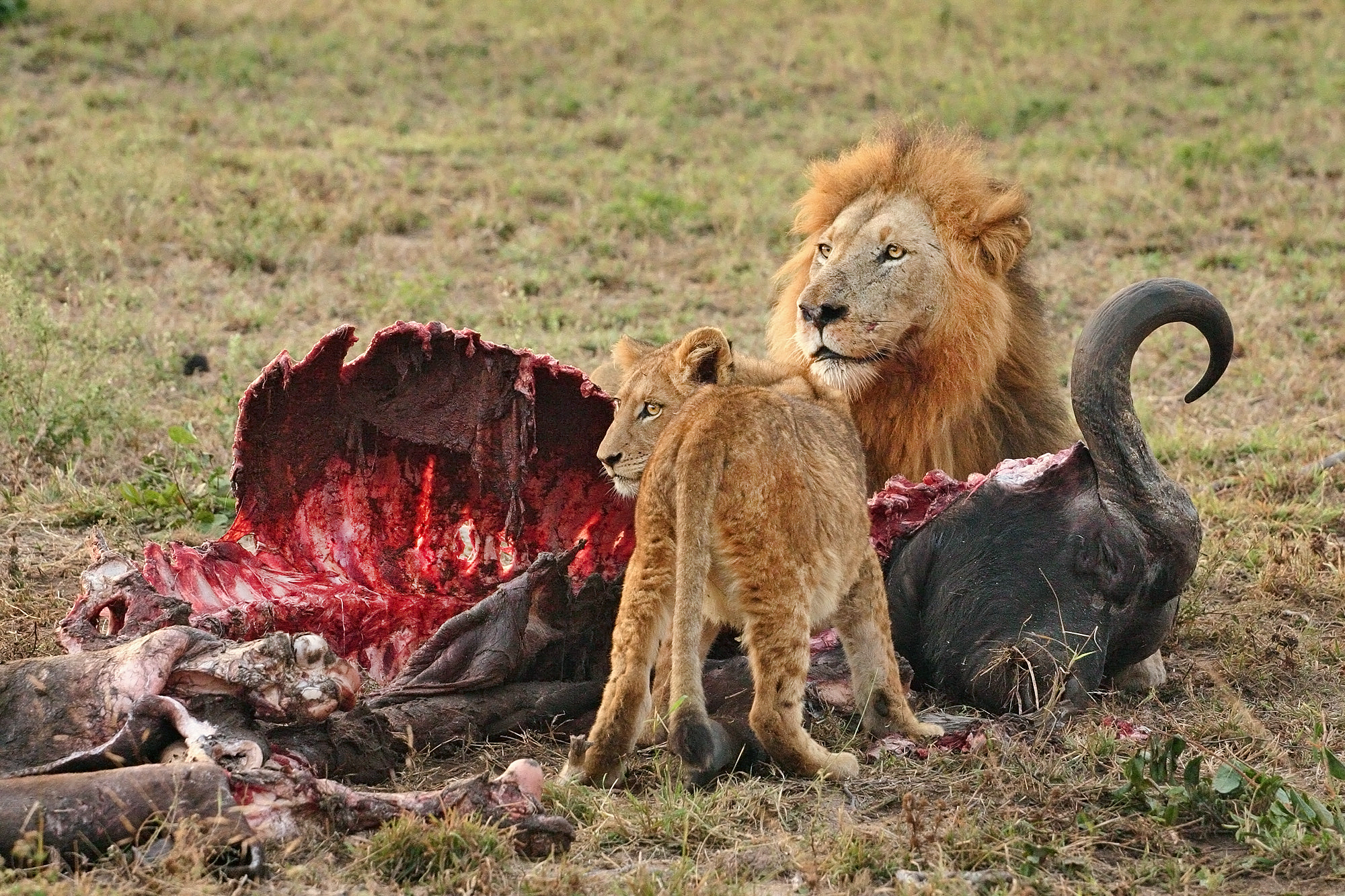
德蘭士瓦獅
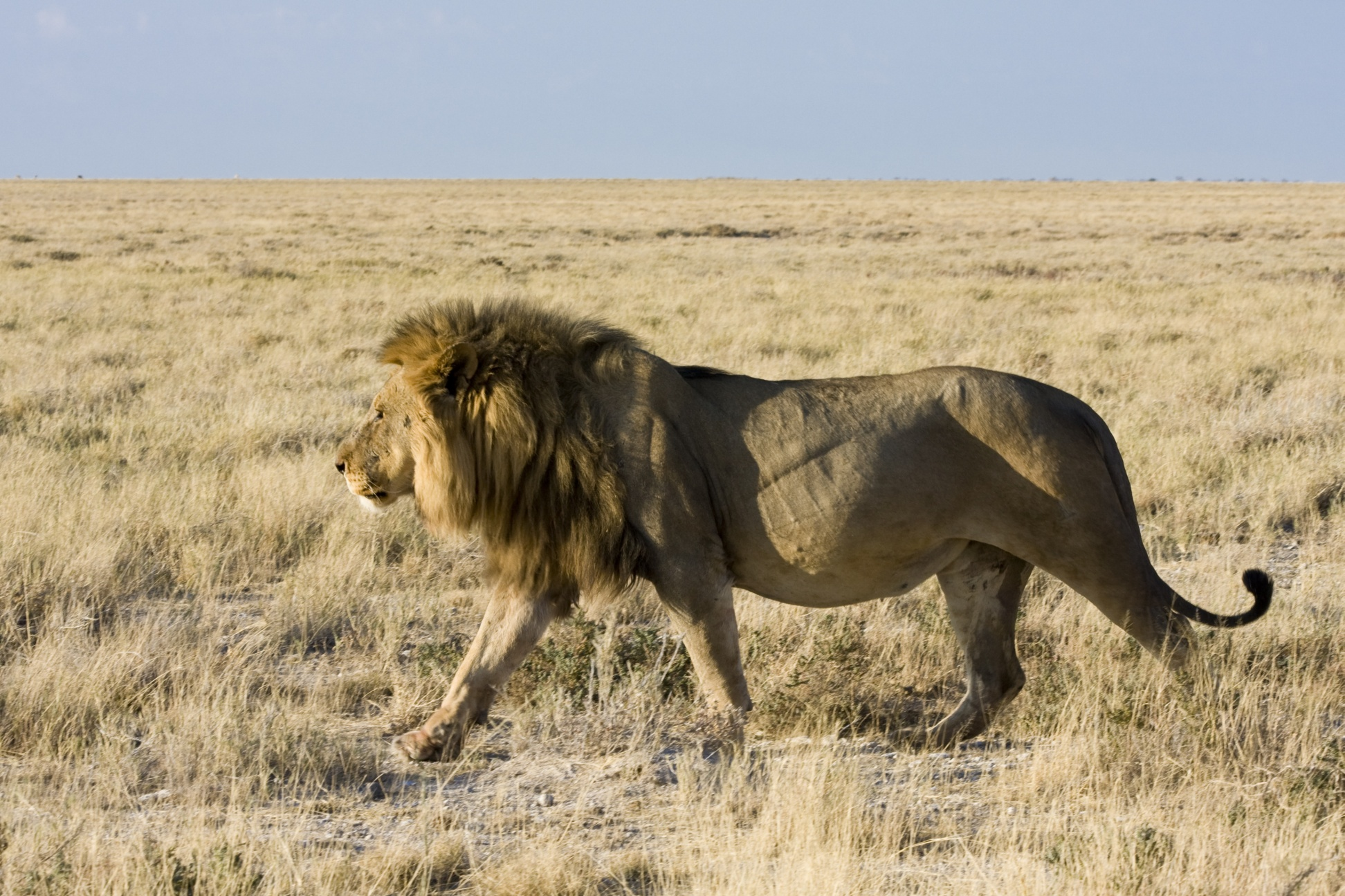
西南非洲獅
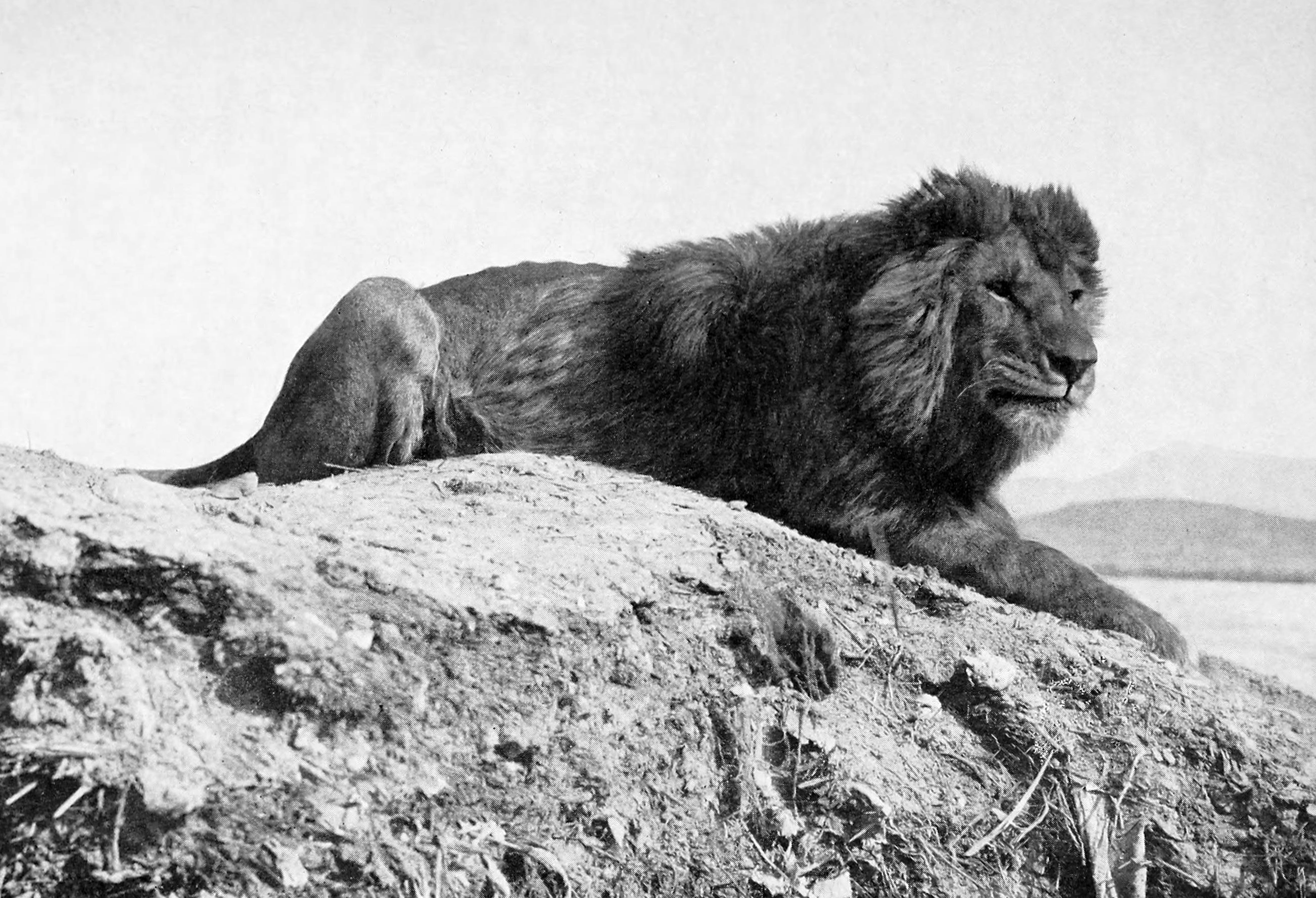
巴巴里獅
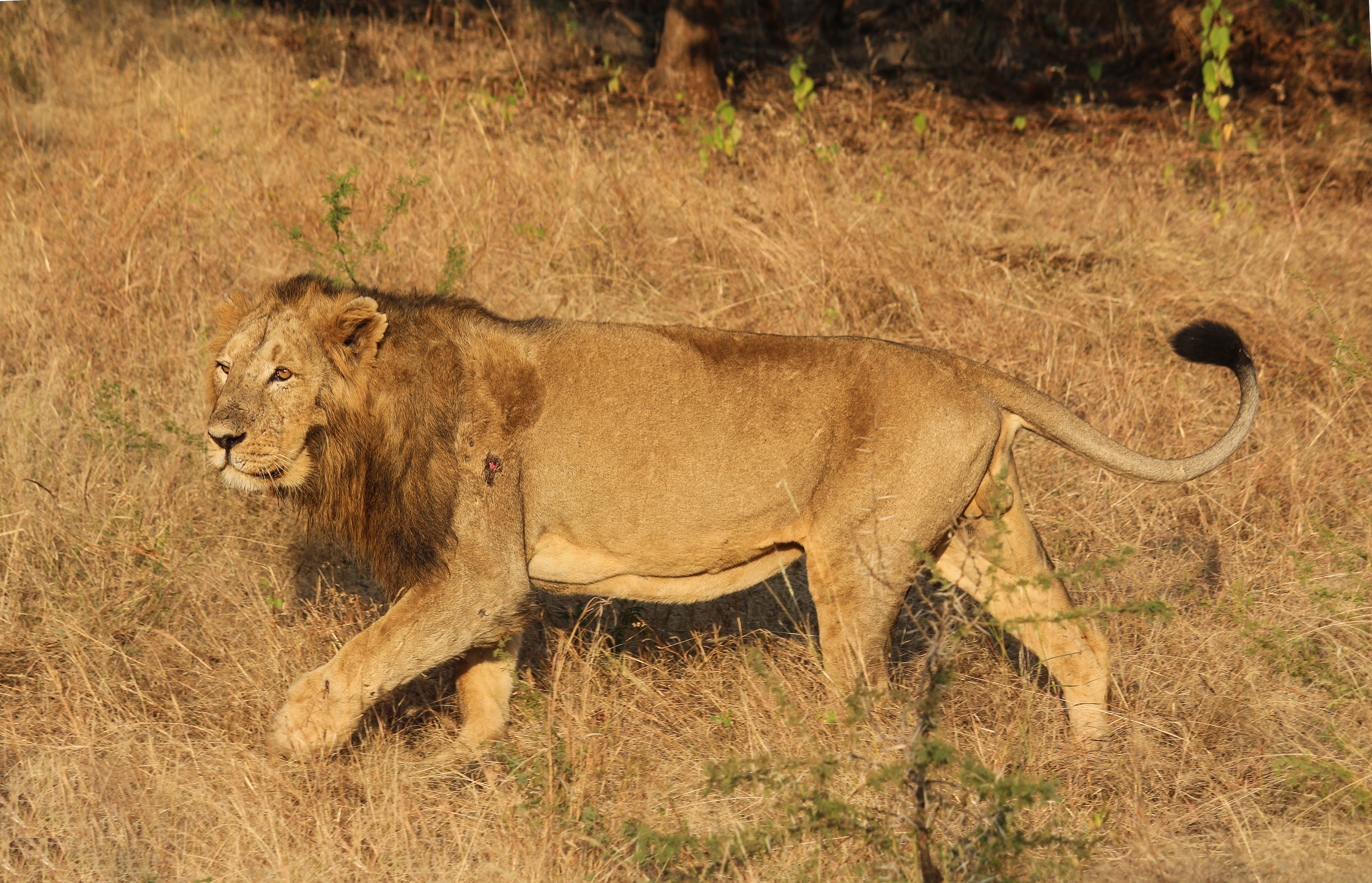
亞洲獅

除了較常見的非洲獅外，現時獅一共有8個被識別出來的亞種，包括：
- 亞洲獅（P. l. persica）：是所有獅子亞種中是體型较小的一種，曾一度降低到只有20頭，現在又恢復到了300頭。雄性一般是160-190公斤，而雌性平均体重约115公斤。
- 巴巴里獅（P. l. leo）†：生活在北非。體型最大的獅子亞種，牠們的鬃毛尤其發達。由於過度捕獵，最後一隻野生巴巴里獅於1942年在摩洛哥西部野外被射殺。歐洲的獅子是否也屬於這個亞種今天無法再考證了。
- 西非獅（P. l. senegalensis）又稱作塞內加爾獅，雄性獅子普遍只長有較小的鬃毛，種群分佈450-1300分佈在西非，大約有550-1550分佈在非洲中部，雄性体重约140～196公斤，雌性体重约80～150公斤。
- 東非獅（P. l. nubica）又稱馬賽獅，是最常見的獅子亞種，雄性体重145～250公斤，雌性体重90～182公斤，較聞名的是雄獅鬃毛類型的範圍很大，有的鬃毛非常濃密或非常稀小，甚至完全沒有鬃毛。
- 開普獅（P. l. melanochaita）†：是最大的獅子亞種，於19世紀被獵人殺盡。
- 東北剛果獅（P. l. azandica）
- 德蘭士瓦獅（P. l. krugeri）現存最大的獅子亞種之一，雄性体重150～251公斤，雌性体重85～164公斤。
- 西南非洲獅（P. l. bleyenberghi）又稱安哥拉獅，鬃毛的顏色較其他亞種的獅子毛色較淡，雄性体重138～260公斤，雌性体重106～165公斤。

一些還未認可不能確定，或已經無法查證的亞種包括：
- 歐洲獅（P. l. europaea）†
- 剛果獅（P. l. hollisteri）
- 斑點獅（P. l. maculatus）†

鬃毛顏色各有不同。雄性一般是145-205公斤，而雌性是100-165公斤。獅子，雄性或雌性，有0.9-1.10米肩高
- 索馬裡獅（P. l. someliensis）
- 喀啦哈里獅（P. l. verneyi）

一些私人和動物園試圖通過人工培養的方式重新培養出這個亞種。目前正在進行基因研究來分析他們的結果真的是這個亞種，還是含有這個亞種成份的一個亞種。剩下的大部分亞種都是生活在撒哈拉以南非洲的非洲獅。
2017年，IUCN 貓科專家組的貓科分類工作組（the Cat Classification Task Force of the Cat Specialist Group）修訂了獅子分類法，並根據對獅子演化的幾次系統學研究結果識別了兩個亞種，即北方獅（P. l. leo）和南方獅（P. l. melanochaita），前者分佈於西非、非洲中部、北非和亞洲，後者分佈於東非和非洲南部。

## 獅和人類

### 吃人
有关食人狮的报告显示他们较之老虎胆子更大，敢于在夜晚进入人类居所捕食。当然这也使得食人狮更容易被人们逮到并且处死。獅子之所以变成食人狮的原因和老虎一样：饥饿、年老、疾病（人类较之其他猎物更易于捕捉），不过一些食人动物，例如察沃食人狮，却是十分的健康（後鑑定為牙齒病變），牠們體表光滑、身長在三米左右、而且是兩隻沒有鬃毛的雄獅，十九世紀襲擊人類的事件使牠們聲名狼藉，甚至嚇走馬賽人，因為察沃（Tsavo）被原住民稱為屠殺之地。曾經發生過多次部落入侵，聚集了大量的邪靈，營地里的動物，根本就不是獅子，而是兩個死去酋長附身的惡靈，由於生前對入侵者的怨恨，所以才會不斷地吃人，而後被英國陸軍約翰·亨瑞·帕特森中校開槍殺死。狮子食人的行为已经得到了系统性的研究。在1945年，東非坦尚尼亞境內的恩瓊貝鎮附近，一群喜歡以人類為食的獅子，不斷地對當地人們發動襲擊，導致1500多人喪生（甚至傳言說超過2000人殞命），後來一位獵人乔治·拉什比（George Rushby）挺身而出，先後殺死了15頭獅子才將獅群驅離當地。美国及坦桑尼亚的科学家的报告称从1999年到2005年坦桑尼亚动物食人的报告大大增加。至少563名村民遭到攻击，其中许多人被狮子进食，数字远远超过了一个世纪前“察沃食人狮”所导致的死亡人数。这些食人报告大多发生在塞卢斯国家公园禁猎区，鲁菲吉河及莫桑比克边境的林迪省。虽然狮子食人的事情已经得到了坦桑尼亚国家的关注，但是有人直接把矛头对准了对国家公园内狮子的保育政策，他们认为正是这种增进狮子繁衍的政策导致了大量村民的死亡。在林迪省已经出现狮子进入村庄中心袭击人类的情况，据悉，每年大约有550到700人遭到狮子的袭击。

### 獅與人類文化
- 獅長期以來是人類狩獵的對象，非洲的馬賽人有獵殺獅子的傳統。就是他們曾经的成人礼，出于保护野生动物的考虑，肯尼亚政府禁止马赛人猎狮，这一传统的成年礼消失了。现在马赛人开始把一身猎狮的本领，运用到保护和引导狮群安全的工作中，从“狮子狩猎者”到“狮子保护者”，马赛人完成了华丽的转職。
- 佛教當中文殊菩薩的坐騎是一頭青毛獅子。在中國古典名著《西遊記》中這頭獅子還曾下界為妖。
- 在歐洲，獅被英國、瑞典等君主制國家視作為王者的象徵，在皇家徽章、國徽等處大多繪有獅子。此外，在荷蘭、埃塞俄比亞和新加坡，獅子被視為國家標誌。
- 希臘神話當中赫拉克勒斯的十二項任務之一為打死了尼米亞巨獅，這頭獅子後來升上天空為黃道十二星座之一（獅子座）。
- 歐洲神話和奇幻創作中的一些怪物是以獅子為原型的，如獅鷲、斯芬克斯、蠍尾獅、奇美拉。
- 在印度，獅是十二生肖之一，相當於中國十二生肖中的“虎”。
- 東漢第二位皇帝漢明帝劉庄曾做過獅子和老虎究竟誰更勝一籌的實驗，據北朝的歷史人文類筆記《洛陽伽藍記》記載：当年波斯使者来到东汉朝貢，送來了一頭獅子作为贡礼。劉庄听说狮子能降服老虎，为了试一试真假，便下令命人捕到了两只老虎和一只豹子，送到了洛阳。刘庄命令将虎豹放进华林园，然后将狮子也一道放进去。结果，虎豹见了狮子，“皆瞑目不敢仰视”，完败。園內還有一頭盲熊，命人牽過來再試，結果盲熊一聞到獅子的氣味就突然「驚怖跳踉，曳鎖而走。」，中國人初見獅子即被其威猛所震懾，並對獅子有這樣的形容「狀如虎而小，黃色，頭大尾長，亦有青色者。銅頭鐵額，鉤爪鋸牙，弭耳昂鼻，目光如電，聲吼如雷。有耏髯，牡者尾上茸毛大如斗，日走五百里，為毛蟲之長。怒則威在齒，喜則威在尾。每一吼則百獸辟易，馬皆溺血。」，《爾雅》註解說獅子食虎豹。虞世南言其拉虎、吞貔、裂犀、分象。當時這種難得一見與口耳相傳之下，使傳入中國的獅子便因其兇猛、健壯、神格化而將之融入傳統的藝術之中，形成有別於西方獅子之藝術造型而自創出另一種神化藝術風格，獅子就成了能夠食虎豹的「狻猊」化身。
- 有些國家的國旗或國徽上有獅子的圖案，如斯里蘭卡、保加利亞、斐濟這三個國家均素有“獅子之國”的美稱。國旗或國徽上都飾有獅子的圖案。獅子象徵著力量、勇敢和信心。
- 獅是一些運動隊伍的隊名、隊徽圖案或吉祥物：
  - 棒球：中華職棒中的統一7-ELEVEn獅、日本職棒太平洋聯盟中的埼玉西武獅、韓國職棒中的三星獅、墨西哥聯盟的猶加敦獅子、多明尼加棒球聯盟的艾斯科吉多獅子和委內瑞拉職棒的加拉加斯獅子[10]。中國棒球聯賽創始球隊之一的天津雄獅隊。
  - 籃球：臺灣職業籃球隊的新竹街口攻城獅。
  - 足球：英格兰足球超级联赛中切尔西足球俱乐部的斯坦福雄狮（Stamford the Lion）、阿士東維拉足球會的大力神狮（Hercules Lion）、博尔顿足球俱乐部的雄狮王（Loftty the Lion）、布莱克本流浪者足球俱乐部的怒吼雄狮（Roar Lion）、米德尔斯堡足球俱乐部的狮子罗亚利（Roary the Lion）。
- 在C·S·路易斯所撰寫的原著小說《納尼亞傳奇》中，獅子亞斯藍為納尼亞王國的創造者，再由小說改編成電影。
- 許多動畫電影中，如：馬達加斯加系列電影、野蠻任務等，獅子為主角之一。
- 法蘭克·鮑姆的作品《綠野仙蹤》有一隻缺乏勇氣的獅子，牠希望能獲得勇氣（實際上獅子本身就具有勇氣，缺乏的是對自己是否有勇氣的「自信」），翡翠城的魔法師奧茲給獅子喝了一些據稱是「勇氣」的不明液體（這只是個安慰）。
- 在埃及神话中，狮子是力量的化身，被认为是圣地的守护者。除此之外也與神祇有許多關聯性，考古學家研究到在古王國時期甚至更早期的古埃及時期，獅子棲息在埃及境內東西邊的沙漠區，（當時沙漠化狀況比現在所看到的埃及沙漠範圍小），古埃及人也將牠們視為是東方與西方的看守者。在一些出土的古埃及文物或壁畫描繪的捕獵野獅的場景，闡述法老王的力量，以凡人之姿也足以凌駕於獅之上。古埃及王室有捕捉、豢養獅群的記錄，但只會挑選一隻獅子馴化成為法老王的寵物跟隨在側，征戰時，牠就會跟在法老王身邊，並攻擊獵殺法老王的敵人。
- 獅子的形象也被運用到品牌中，如：寶獅汽車（Peugeot）、榮威（Roewe）和霍頓汽車（Holden）。
- 獅子在東西方歷史文化中成為宗教、王權、國家與安居避邪的象徵，世界四大文明古國包括巴比倫、埃及、印度與中國文化的交流，扮演了人類文明與文化發展的重要角色。在東方隨著佛教的傳播，從印度向南傳至非獅產地的獅子國（今斯里蘭卡）、緬甸、泰國、柬埔寨及印尼，隨著藝術家之想像造型也隨之變化，然而宗教象徵與守護神獸之功能則不變。東傳至中國、韓國、日本、台灣的佛教與藝術，亦將獅子文化以不同造型廣泛運用在宮殿、寺廟、官衙、府邸、公司、行號、餐廳、豪宅、橋墩以及宅第，作為守護或驅邪鎮魔除厲之神獸。（《王者流風：淺談獅子文化與藝術》）
- 獅子的形象造型也廣泛運用到繪畫、雕塑中，如垂死獅子像。

## 另请参阅
- 狮文化（英语：Cultural depictions of lions）
- 狮虎斗（英语：Tiger versus lion）
- 最大猫科动物列表（英语：List of largest cats）
- 速度最快的动物列表
- 坏男孩雄狮联盟（英语：Mapogo lion coalition）
- 非洲五霸
- 《魔域歷險記（英语：Bwana Devil）》（1952年美国电影）
- 《生來自由（英语：Born Free）》（1966年英国电影）
- 《拿破崙與薩曼莎（英语：Napoleon and Samantha）》（1972年美国电影）
- 《兇險怒吼（英语：Roar (film)）》（1981年美国电影）
- 《野蠻收割（英语：Savage Harvest）》（1981年美国电影）
- 《與獅同行（英语：To Walk with Lions）》（1999年电影）
- 《獅路歷程（英语：Pride (2004 film)）》（2004年英国电影）
- 《嗜血狂獅（英语：Prey (2007 film)）》（2007年美国电影）
- 《白獅奇緣（英语：Mia and the White Lion）》（2018年法国电影）
- 《重裝救援：全境獵殺（英语：Rogue (2020 film)）》（2020年美国电影）
- 《狮子王》（1994年以来美国迪士尼公司出品的影音娱乐作品系列）
- 《黑夜幽灵》（1996年美国电影，根据肯尼亚察沃食人狮的故事改编）
- 《獸》（2022年美國生存驚悚片）
- 《森林大帝》（1950–1954年间日本漫画家手塚治虫创作的漫画）
- 《最後的獅子》（2011年美國自然紀錄片）
- 石狮子
- 舞獅
- 《施氏食獅史》

## 備註
1. ↑  亞洲獅被列入CITES 附录Ⅰ。